# James MacArthur

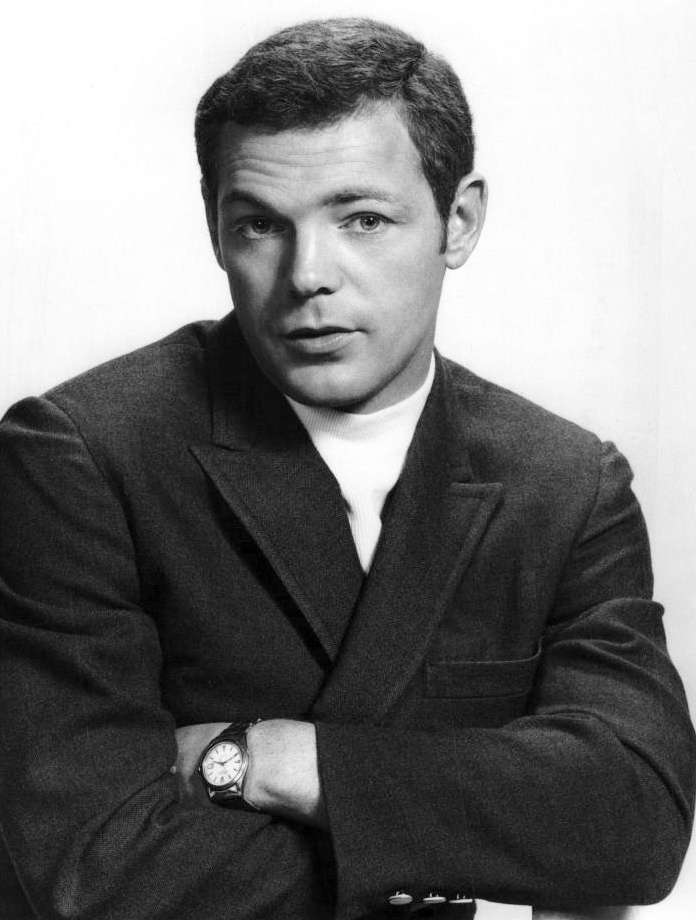
James MacArthur im Jahr 1968

James Gordon MacArthur (* 8. Dezember 1937 in Los Angeles, Kalifornien; † 28. Oktober 2010 in Jacksonville, Florida) war ein US-amerikanischer Schauspieler.

## Leben
James MacArthur war der Adoptivsohn von Helen Hayes und dem Drehbuchautor Charles MacArthur. Er wuchs in Nyack, New York, und New Hope, Pennsylvania, auf. Durch seine Eltern und seine Taufpatin Lillian Gish kam er in Kontakt mit Harpo Marx, Robert Benchley, John Barrymore und John Steinbeck.
1949 begann er seine Schauspielkarriere am Theater. 1955, im Alter von 18 Jahren, spielte er die Hauptrolle in der von John Frankenheimer inszenierten Folge Deal a Blow aus der Fernsehreihe Climax! sowie in der anschließenden Kinoproduktion unter dem Namen Das nackte Gesicht, wofür er eine Nominierung für den British Film Academy Award erhielt. Er bekam einen Vertrag bei Walt Disney Pictures und spielte unter anderem die Hauptrolle in Entführt – Die Abenteuer des David Balfour. Sein erfolgreichster Disney-Film aber wurde Dschungel der 1000 Gefahren (1960) unter der Regie von Ken Annakin, mit dem er auch schon bei Der dritte Mann im Berg zusammengearbeitet hatte. 1960 hatte er neben Jane Fonda ein Engagement am Broadway.
MacArthur war ab Ende der 1950er Jahre Gaststar in verschiedenen US-amerikanischen Fernsehserien, darunter Bonanza, Rauchende Colts und Die Leute von der Shiloh Ranch. Nachdem er im Clint-Eastwood-Western Hängt ihn höher eine Nebenrolle gespielt hatte, wurde er vom Produzenten des Films für eine Hauptrolle in der Serie Hawaii Fünf-Null engagiert. Er spielte insgesamt elf Jahre lang in 259 Folgen die Figur des Dan Williams, den Assistenten von Steve McGarrett (Jack Lord). Nach seinem Ausstieg aus der Serie trat er noch bis Ende der 1990er-Jahre in verschiedenen Fernsehproduktionen wie Mord ist ihr Hobby, Vegas und Fantasy Island auf, zudem war er als Theaterschauspieler aktiv.
MacArthur starb im November 2010 im Alter von 72 Jahren an einer Krebserkrankung. Er wurde von seiner dritten Ehefrau Helen Beth Duntz, mit der er seit 1984 verheiratet war, sowie vier Kindern überlebt.

## Filmografie (Auswahl)
- 1957: Das nackte Gesicht (The Young Stranger)
- 1958: Das Herz eines Indianers (The Light in the Forest)
- 1959: Der dritte Mann im Berg (Third Man on the Mountain)
- 1960: Dschungel der 1000 Gefahren (Swiss Family Robinson)
- 1960: Entführt – Die Abenteuer des David Balfour (Kidnapped)
- 1962: Männer, die das Leben lieben (The Interns)
- 1963: Sommer der Erwartung (Spencer’s Mountain)
- 1964: Alfred Hitchcock Presents (Fernsehserie, Folge Behind the Locked Door)
- 1965: Die letzte Schlacht (Battle of the Bulge)
- 1965: Die Leute von der Shiloh Ranch (The Virginian; Fernsehserie, Folge Jennifer)
- 1965: Zwischenfall im Atlantik (The Bedford Incident)
- 1966: Rauchende Colts (Gunsmoke; Fernsehserie, Folge Harvest)
- 1967: Bonanza (Fernsehserie, Folge Check Rein)
- 1968: Hängt ihn höher (Hang 'Em High)
- 1968–1979: Hawaii Fünf-Null (Hawaii Five-O; Fernsehserie, 259 Folgen)
- 1978/1981: Fantasy Island (Fernsehserie, 2 Folgen)
- 1979–1985: Love Boat (Fernsehserie, 4 Folgen)
- 1981: Vegas (Vega$; Fernsehserie, Folge Heist)
- 1984: Mord ist ihr Hobby (Murder, She Wrote, Fernsehserie, Folge Hooray for Homicide)
- 1997: Hawaii Five-O (Fernsehfilm)
- 1998: Storm Chasers – Im Auge des Sturms (Storm Chasers: Revenge of the Twister; Fernsehfilm)